# Plagiomima cognata
Plagiomima cognata là một loài ruồi trong họ Tachinidae.